# Jarmila Marton
Jarmila Marton (geboren als Jarmila Sylvie Vacek; tschechisch Jarmila Vacková; * 19. August 1908 in Chicago, Illinois; † 26. September 1971 in Santa Monica, Kalifornien) war eine US-amerikanische Schauspielerin überwiegend beim tschechoslowakischen und deutschsprachigen Film.

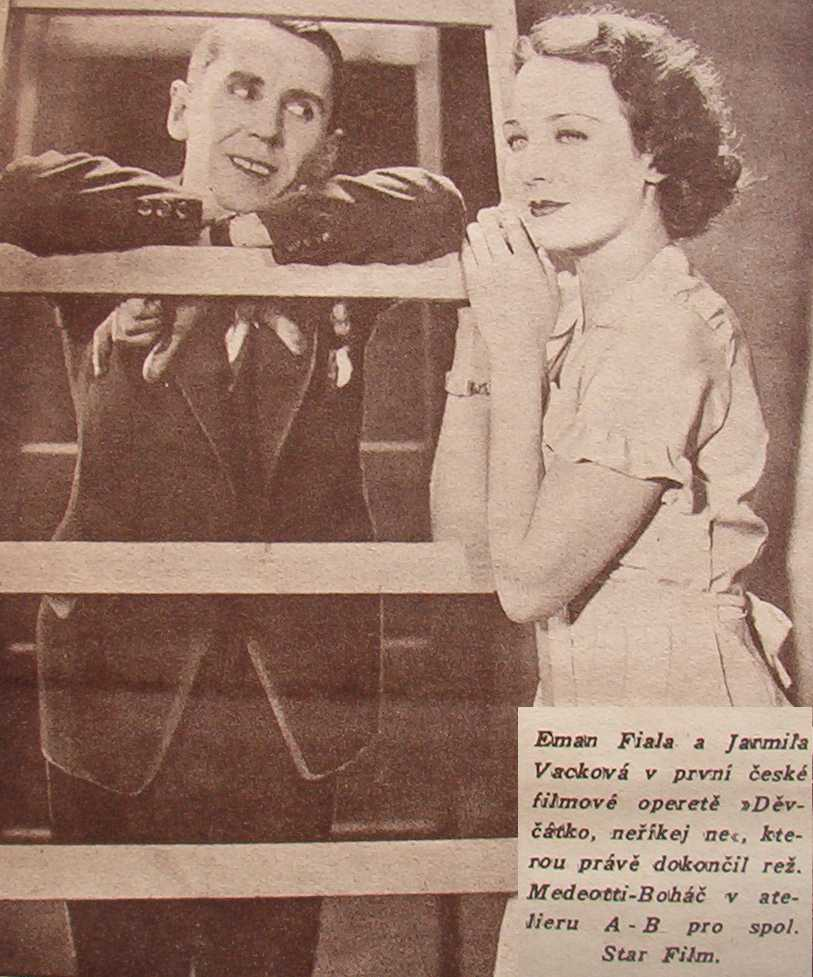
Eman Fiala und Jarmila Vacková

## Leben
Jarmila Marton besaß böhmische Wurzeln und begann ihre Filmkarriere 17-jährig im Land ihrer Vorfahren. Bereits in ihrem Leinwanddebüt, der Komödie Die Heirat der Nanynka Kulichovy, spielte sie die Titelrolle. An ihrer Seite wirkten nachmals so bekannte Tschechen wie Anny Ondra, Karel Lamač und Theodor Pištěk, mit dem Vacková auch später mehrfach drehen sollte. Nachdem sie in Deutschland den gebürtigen Ungarn und Wahlamerikaner Andrew Marton kennengelernt hatte, heirateten beide und drehten 1932/33 gemeinsam auf Grönland die Filmexpeditionskomödie Nordpol – Ahoi!, in dem sie, nunmehr als Jarmila Marton, die Leinwanddiva Rita Nora verkörperte.
Das Paar blieb noch bis Mitte der 1930er Jahre in Berlin ansässig, dann entschlossen sie sich angesichts der zunehmenden rassischen Verfolgung durch das nationalsozialistische Regime zur Heimkehr in Jarmila Martons Geburtsland USA. Während Andrew Marton dort seine Regiekarriere fortsetzte, zog sich Jarmila nahezu vollständig aus dem Filmgeschäft zurück. Lediglich 1951 holte Marton seine Frau für eine Nebenrolle im Abenteuerfilm Sturm über Tibet noch einmal vor die Kamera zurück, zugleich eine Reverenz an ihre eigene filmische Vergangenheit: Jarmila Marton spielte dort die Ehefrau des deutschstämmigen Schauspielkollegen Harald Dyrenfurth, der wiederum der Sohn des einstigen Himalaya-Forschers und Expeditionsleiters Günter Oskar Dyhrenfurth war, mit dem Jarmila Marton 1934 im Rahmen einer aufwendigen Expedition ihren bis dahin letzten Kinofilm Der Dämon des Himalaya gedreht hatte.

## Filmografie
- 1925: Die Heirat der Nanynka Kulichovy (Vdavky Nanynky Kulichovy)
- 1925: Mutter Kracmerka 1 – In den Herrenstand (Do panského stavu)
- 1926: Prach a broky
- 1926: Prazský flamendr
- 1926: Válecné tajnosti prazské
- 1926: Josef Kajetán Tyl
- 1926: Otec Kondelík a zenich Vejvara (zwei Teile)
- 1927: V panském stavu
- 1929: Tchán Kondelík a zet Vejvara
- 1930: Seitensprünge
- 1931: Dobrý voják Svejk
- 1932: Devcátko, neríkej ne!
- 1933: Srdce za pisnicku
- 1933: Nordpol – Ahoi!
- 1935: Der Dämon des Himalaya
- 1952: Sturm über Tibet (Storm over Tibet)